# Hampea stipitata
Hampea stipitata är en malvaväxtart som beskrevs av S. Wats.. Hampea stipitata ingår i släktet Hampea och familjen malvaväxter. Inga underarter finns listade i Catalogue of Life.